# Дом Черкасского (Риттера)
Дом Черка́сского (Риттера) — исторический особняк на Университетской набережной в Санкт-Петербурге, построенный в 1726 году для князя Алексея Черкасского. Здание имеет статус объекта культурного наследия регионального значения, принадлежит частному лицу — петербургскому миллиардеру Борису Берсону. С 2015 года особняк разрушается, предписанные судом консервация и реставрация не проводятся, однако городские власти не изымают здание у владельца.

## История
Князь Алексей Черкасский был одним из близких сподвижников Петра I, в 1706 году он женился на его двоюродной сестре Аграфене Нарышкиной. Особняк по современному адресу Университетская набережная, 23А, был построен для него к 1726-му году по проекту неустановленного архитектора.
В 1840-м году особняк был перестроен по проекту архитектора Егора Цолликофера. Ещё через столетие, в конце 1940-х, фасады здания переоформили.

## Современность
С 2001 года особняк имел статус выявленного объекта культурного наследия, а в 2014-м был включён в реестр памятников регионального значения. Дом оставался жилым, только в 2005 году были расселены последние коммунальные квартиры. После расселения дом выкупил миллиардер Борис Берсон. Заявлялось, что здание планируют отреставрировать и приспособить под современное использование как гостиницу. Проект реставрации, однако, был заказан лишь в 2016-м году, все эти годы особняк продолжал разрушаться. Только за 2019-й в нём произошло три пожара.
В декабре 2020 года Дзержинский районный суд Петербурга обязал собственника за три месяца провести консервацию особняка, а реставрацию — за два года.
18 января 2023 года Берсон был заочно объявлен в розыск в связи с бездействием и нарушением требования по сохранению и использованию объекта культурного наследия (ст. 243.1 Уголовного кодекса РФ), однако вопрос изъятия здания у собственника так и не был поднят, а через две недели постановление об аресте было отменено.
На сентябрь 2023-го Берсон был четырежды привлечён к административной ответственности за неисполнение обязательств по приведению памятника в надлежащее состояние, однако на заседаниях он ни разу не появился, предоставляя больничные листы.
В сентябре 2023 года Василеостровский районный суд закрыл уголовное дело против Берсона в связи с истечением срока давности.